# Chiang Khong
Chiang Khong (tiếng Thái: เชียงของ, phiên âm: Chiềng Khoong) là một huyện (amphoe) ở khu vực đông bắc tỉnh Chiang Rai, phía bắc Thái Lan. Chiang Khong cách trung tâm Tam giác vàng chừng 60 km về phía Nam. Chạy dọc theo bờ sông hơn nửa giờ đồng hồ là đến Chiang Saen, một trong những thị trấn yên bình và cổ kính nhất của Thái Lan nằm về phía Đông Bắc của tỉnh Chiang Rai.

## Địa lý
Các huyện giáp ranh (từ phía đông nam theo chiều kim đồng hồ) là Wiang Kaen, Khun Tan, Phaya Meng Rai, Wiang Chiang Rung, Doi Luang, Chiang Saen của tỉnh Chiang Rai. Phía đông là tỉnh Bokeo của Lào. Sông chính là Mê Kông, một phần tạo ra biên giới tự nhiên với Lào.
Do vị trí địa lý như vậy nên huyện này tạo thành cửa ngõ giữa hai quốc gia Lào và Thái Lan, chủ yếu là tuyến đường thủy nối Thái Lan với Luang Prabang. Ngoài ra còn có tuyến xe buýt trên xa lộ châu Á 3 từ Ban Houayxay qua sông nối với Boten tại biên giới với Trung Quốc. Hiện đang có quy hoạch xây một cây cầu qua sông.

## Hành chính
Huyện này được chia ra thành 7 phó huyện (tambon), các đơn vị này lại được chia thành 117 thôn (làng, buôn, bản, ấp)(muban). Có hai thị trấn (thesaban tambon) - Wiang Chiang Khong nằm một phần ở tambon Wiang; và Bun Rueang nằm trên toàn bộ khu vực tambon cùng tên. 
| STT | Tên         | Tên Thái | Số làng | Người  |  |
| --- | ----------- | -------- | ------- | ------ |  |
| 1.  | Wiang       | เวียง     | 14      | 12.311 |  |
| 2.  | Sathan      | สถาน     | 16      | 9.453  |  |
| 3.  | Khrueng     | ครึ่ง      | 11      | 7.024  |  |
| 4.  | Bun Rueang  | บุญเรือง   | 10      | 7.054  |  |
| 5.  | Huai So     | ห้วยซ้อ    | 23      | 12.562 |  |
| 8.  | Si Don Chai | ศรีดอนชัย  | 18      | 8.919  |  |
| 10. | Rim Khong   | ริมโขง    | 11      | 6.386  |  |

Các con số không có thuộc về tambon hiện tạo thành huyện Wiang Kaen.

## Điểm tham quan chính
- Thành phố Chiang Khong
- Wat Sri Don Chai
- Wat Sob Som
- Wat Haad Khri
- Chợ buổi sáng(Morning Market)
- Baan Haad Klai
- Baan Haad Bai